# Gustaf Lagercrantz (bankman)
Claës Gustaf Lagercrantz, född 5 augusti 1879 i Karlsborg, död 27 april 1973, var en svensk bankman. Han var sonson till Gustaf Lagercrantz och son till Carl Lagercrantz.
Lagercrantz blev filosofie kandidat 1902, tog hovrättsexamen 1905, var sekreterare hos Folkhushållningskommissionen 1916, försäkringsråd 1917–1919 och verkställande direktör för Inteckningsbanken (Stockholms inteckningsgaranti AB) 1919–1944. Från 1921 var han överrevisor vid Statens Järnvägar och var även ledamot av 1932 års banklagstiftningskommitté. Lagercrantz gjorde som styrelseledamot i Centralförbundet för Socialt Arbete en betydelsefull insats i den sociala hjälpverksamheten. Från 1931 var han ordförande i Nationalekonomiska föreningen.
Han var styrelseledamot i Stockholms Konserthus, ordförande i Ellen Keys stiftelse Strand, med mera.
Till skillnad mot bankens grundare, Henrik Palme, som var hans svärfar, var Gustaf Lagercrantz starkt kritiskt inställd till Ivar Kreuger, som han vägrade låna i banken. Detta blev bankens räddning, när kraschen till slut kom.
Lagercrantz var efter faderns död huvudman för ätten Lagercrantz och gift med genealogen Elsa Palme (1882–1978), dotter till bankdirektör Henrik Palme och Anna Lavonius. Till de fem sönerna hörde Stig Lagercrantz och Bo Lagercrantz. Makarna Lagercrantz är begravna på Djursholms begravningsplats.